# Северо-Енисейский район
Се́веро-Енисе́йский район  — административно-территориальная единица (район) в центре Красноярского края России, в границах которого образован Северо-Енисейский муниципальный округ. Находится в Нижнем Приангарье, относится к районам Крайнего Севера.
Административный центр — городской посёлок Северо-Енисейский.

## География
Расположен на правом берегу Енисея на Средне-Сибирском плоскогорье в центральной части Енисейского кряжа. Высшая точка — гора Енашимский Полкан (1125 м) в 70 км к югу от районного центра. Площадь территории — 47242 км². Протяжённость района с востока на запад — 230 км, с севера на юг — 320 км.
Удалённость от Красноярска — 660 км. Ближайший город Енисейск — 300 км. Район является труднодоступным для автомобильного транспорта из-за отсутствия дорог с твердым покрытием и зависимости от работы паромной переправы через Енисей (в районе п. Епишино).
На западе и юге граничит с Мотыгинским и Енисейским районами, с востока и севера — с Эвенкийским районом.
90 % территории района (ок. 45 тыс. км²) составляют лесные массивы, преимущественно темнохвойные, образованные лиственничными, кедровыми, пихтовыми, сосновыми и берёзово-осиновыми лесами.
Крупные водные артерии района — реки правобережного бассейна Енисея — Большой Пит, Вельмо, Енашимо, Сухой Пит, Тея, ледоход на которых начинается в конце апреля-начале мая.
Среди полезных ископаемых преобладают золото, железные и марганцевые руды, уголь, уран, торий, сурьма.

### Климат
В 1932 году в посёлке Северо-Енисейском открыта метеорологическая станция, которая с 1940 года работает как АМСГ IV разряда.
Климат района резко континентальный. Среднегодовая температура 4,4 °C ниже нуля, характерны продолжительные морозы (150—180 дней в году). В 1968 году зафиксирован рекорд минусовой температуры воздуха −67 °C. Частые циклоны приносят пасмурную погоду с метелями и снегопадами.
В тёплый период (июнь-август) среднемесячная температура составляет +17,5 °C. Осень начинается в начале сентября, снег выпадает в октябре-ноябре. В среднем в году 635 мм осадков. В течение последних 10 лет в районе наблюдается смягчение климата.

## История
Северо-Енисейский район как административная единица образован 1 апреля 1932 года Постановлением Президиума ВЦИК «Об изменениях в административно-территориальном делении Восточно-Сибирского края». Нынешние границы района сформированы 8 августа 1964 года после разделения с Удерейским (ныне Мотыгинским) районом, до этого границы менялись дважды — в 1948 году, когда в состав района, на основании указания исполкома крайсовета от 14 июля 1948 года, вошли часть Удерейского района (Брянковский, Ведугинский сельсоветы) и Аяхтинский, Новоерудинский, Широкинский поселковые советы, и в 1962 году, когда Северо-Енисейский район был объединён с Удерейским районом (с центром в п. Мотыгино).
История района неразрывно связана с историей развития золотодобычи на территории Енисейской губернии. В тридцатых годах XIX века в районе велась разведка и добыча россыпного и жильного золота на месторождениях в долинах рек Актолик, Вангаш, Енашимо, Калами, Огня, Севагликон, Тея, Чиримба. В 1886 году разрабатывались уже более 500 приисков. В начале XX века на прииске Калифорнийский начала работу одна из первых плавучих фабрик-драг, положившая начало развитию дражного флота Енисейской губернии.

### Советский период
С 1918 года в стране началась национализация предприятий ряда отраслей промышленности, в том числе и важнейших золотопромышленных предприятий. После стихнувшей гражданской войны в Сибири, золотодобывающая промышленность Енисейской губернии оказалась в подчинении краевых властей (объединение «Ензолото», переименованное в 1924 году в трест «Енисейзолото»). С 1927 года происходит объединение предприятий золотодобычи СССР в «Союззолото».
Будучи одним из районов Крайнего Севера, Северо-Енисейский район нуждался в рабочих и стал местом ссылки для репрессированных, среди которых много известных людей.
В 1928 году образован посёлок Северо-Енисейский.
1 июля 1934 года Президиум ВЦИК постановил промышленный земельный массив Питского цветкомбината с границей массива по вершинам речек, образующих бассейн реки Пит, объединить в Удерейском районе, передав в последний весь участок означенного комбината (с приисками), находящийся в Северо-Енисейском районе.
В 1959 году, в процессе создания в стране Совнархозов, трест «Енисейзолото» переходит в подчинение управления цветной металлургии Красноярского Совнархоза, но в 1966 году вновь обретает самостоятельность и продолжает работу вплоть до ликвидации в 1993 году.
В трест входили Северо-Енисейский, Коммунаровский, Артёмовский, Северо-Ангарский рудники.
В 1981 году в посёлке Северо-Енисейский построена золотоизвлекательная фабрика (ЗИФ) «Советская»,
на которой с 1986 года Северо-Енисейский горно-обогатительный комбинат начинает перерабатывать руду, добываемую на осваиваемом Олимпиаднинском месторождении.

### Период перестройки
В процессе перехода к рыночной системе регулирования экономики в районе сложилась трудная ситуация в социально-экономической сфере. С 1991—1992 года начинается процесс приватизации и на базе вышедшего из объединения «Енисейзолото» Северо-Енисейского ГОКа создаётся АООТ «Золото», на балансе которого оказалось и жилищно-коммунальное хозяйство района.
В условиях Крайнего Севера поставки в район оборудования для предприятий, товаров народного потребления и пополнение продуктовых запасов осуществлялись посредством грузоперевозок речным караваном по рекам Енисей, Большой Пит, Вельмо, Тея. Реорганизация Северо-Енисейского ОРСа в самостоятельные структурные единицы, банкротство муниципального продснаба повлекли за собой резкий отток населения из района, что не могло не сказаться на производственной деятельности. Шахта «Советская» была затоплена, остановлена работа золотоизвлекательной фабрики, что повлекло за собой крах жилищно-коммунального хозяйства.
В 1996 году главой района становится Гайнутдинов Ишмурат Минзаляевич, уже руководивший Северо-Енисейским до 1990 года, будучи председателем райисполкома и первым секретарём Северо-Енисейского райкома партии. Начался ремонт теплосетей, котельная переведена в муниципальную собственность. Летом 1998 года на базе АООТ «Золото» при поддержке администрации района создано ООО «Соврудник», начаты работы по восстановлению работы шахты и золотоизвлекательной фабрики.
В 1999 году центральная котельная переведена на жидкое топливо, что позволило сэкономить значительные средства, коммунальные предприятия объединяются в Управление коммуникационным комплексом (УККР), создаётся МУП «Управление муниципальной торговли», учредителем которого выступило муниципальное образование «Северо-Енисейский район».
Ещё до принятия Федерального закона № 131-ФЗ от 6 октября 2003 г. «Об общих принципах организации местного самоуправления в Российской Федерации» по результатам референдума, проведённого в районе 8 декабря 1996 года по принятию устава района, сельские и поселковые административные территории преобразованы в единое муниципальное образование (ЕМО) «Северо-Енисейский район». Данная система управления выбрана как оптимальная и действенная в условиях Крайнего Севера, позволяющая эффективно решать насущные проблемы района в рамках консолидированного бюджета и административно-хозяйственного ресурса в целом. 3 июля 2001 года проведён референдум, на котором жители района подтвердили принятый устав, провозглашающий район как «единое муниципальное образование».
Но после принятия в 2003 году Федерального закона № 131-ФЗ многие успехи, достигнутые в результате такого объединения, по мнению И. М. Гайнутдинова, оказались поставлены под угрозу.

### Современный период
В 2007 году, после объединения Красноярского края, Таймырского (Долгано-Ненецкого) автономного округа и Эвенкийского автономного округа создан прецедент, когда на территории муниципального района не образуются муниципальные образования поселенческого типа. Это обусловлено п. 4 ст. 17 Федерального конституционного закона от 14.10.2005 № 6-ФКЗ.
Муниципальное образование Северо-Енисейский район в соответствии с законом Красноярского края от 13.12.2005 № 16-4196 наделено статусом муниципального района, все населённые пункты входят в состав непосредственно района, без образования городских или сельских поселений. К ведению муниципального образования Северо-Енисейский район относятся вопросы местного значения, предусмотренные статьёй 14 Федерального закона от 6 октября 2003 года № 131-ФЗ.

Северо-Енисейский район — это единственная территория в стране, где реализуется форма местного самоуправления — единое муниципальное образование, что обусловлено спецификой и федеральным законодательством. Благодаря команде управленцев, которую возглавляет Ишмурат Гайнутдинов, эта уникальная модель работает (Алексей Клешко, заместитель председателя Законодательного Собрания Красноярского края, Пресс-релиз № 343 (2718), 18.07.2007)
В первоначальном варианте внутрирайонные муниципальные образования (поселения) предполагались.
Северо-Енисейский район Красноярского края уникален своим географическим положением, как район Крайнего Севера, богатыми месторождениями золота и тем, что это единственный район, который реформа местного самоуправления не затронула.

## Население
| 1950    | 1970    | 1979    | 1989    | 1995    | 2000    | 2001    |
| ------- | ------- | ------- | ------- | ------- | ------- | ------- |
| 16 500  | ↘13 678 | ↘13 144 | ↗17 163 | ↘14 600 | ↘11 800 | ↘11 500 |
| 2002    | 2006    | 2009    | 2010    | 2011    | 2012    | 2013    |
| ↘11 077 | ↘11 000 | ↘10 782 | ↗11 119 | ↘11 107 | ↗11 458 | ↗11 864 |
| 2014    | 2015    | 2016    | 2017    | 2018    | 2019    | 2021    |
| ↗12 434 | ↘11 981 | ↗12 248 | ↘11 375 | ↘11 090 | ↘10 804 | ↘6167   |

### Национальный состав
Русские, украинцы, татары, немцы, эвенки и др.

### Урбанизация
В городских условиях (пгт Северо-Енисейский) проживают 100 % населения района.

## Административное устройство
На территории района административно-территориальные единицы (сельсоветы) и муниципальные образования (городские и сельские поселения) не образованы, все населённые пункты входят непосредственно как территориальные единицы в состав района и муниципального района.
Администрации сельских населённых пунктов являются структурными подразделениями администрации района.

### Населённые пункты
В состав района входят 9 населённых пунктов:
| № | Населённый пункт  | Тип населённого пункта     | Население |
| - | ----------------- | -------------------------- | --------- |
| 1 | Брянка            | посёлок                    | ↗651      |
| 2 | Вангаш            | посёлок                    | 369       |
| 3 | Вельмо            | посёлок                    | 124       |
| 4 | Енашимо           | посёлок                    | 71        |
| 5 | Куромба           | деревня                    | 55        |
| 6 | Новая Калами      | посёлок                    | 639       |
| 7 | Новоерудинский    | посёлок                    | ↘47       |
| 8 | Северо-Енисейский | гп, административный центр | ↘6167     |
| 9 | Тея               | посёлок                    | ↘1501     |

Упразднённые населённые пункты
- 1998 год — посёлок Верхнее Енашимо Новокаламинского сельсовета и населённые пункты Нойба, Уволга и Таёжник Тейского поссовета[29].
- 1999 год — посёлок Новодражный Вангашского сельсовета[30].
- 2001 год — посёлок Михайловский,
- 2016 год — посёлок Еруда[31],
- 2018 год — посёлок Суворовский.
- 2023 год — посёлок Пит-Городок.

### История административного деления
Устав Северо-Енисейского района был принят населением на референдуме по объединению района в единое муниципальное образование 8 декабря 1996 года.
3 июля 2001 года на втором референдуме за создание единого муниципального образования выступили 93,3 % избирателей, принявших участие в голосовании.
12 июля вступил в силу Закон от 26 июня 2001 года, по которому муниципальные образования, находящиеся в границах Северо-Енисейского района, были упразднены.
Несмотря на провозглашённый в 1996 и 2001 гг. статус «единого муниципального образования» (что в условиях тех лет означало в том числе единое административно-территориальное образование), до 2006 года выделялись как административно-территориальные единицы рабочие посёлки и сельсоветы, в том числе учитывались при переписи 2002 года, в их границах предполагались городские и сельские поселения.
14 октября 2005 года вышел Федеральный закон № 6-ФКЗ «Об образовании в составе Российской Федерации нового субъекта Российской Федерации в результате объединения Красноярского края, Таймырского (Долгано-Ненецкого) автономного округа и Эвенкийского автономного округа», согласно которому новый регион образовывался в результате объединения 1 января 2007 года, позволявший (статья 17 ч. 4) Северо-Енисейский район как муниципальное образование наделить статусом муниципального района без наделения поселений, находящихся в границах территории Северо-Енисейского района, статусом городского или сельского поселения.
13 декабря 2005 года на сессии Законодательного собрания был принят Закон № 16-4196 «О внесении изменений в Закон края „Об установлении границ и наделении соответствующим статусом муниципального образования Северо-Енисейский район и образованных в его границах иных муниципальных образований“».
10 июня 2010 года были приняты Закон об административно-территориальном устройстве и реестр административно-территориальных единиц и территориальных единиц Красноярского края, утвердившие отсутствие сельсоветов.
| Административно-территориальные единицы (до 2006 года): состав | Предполагавшиеся муниципальные образования (18.02.2005 — январь 2006): состав                                                                        |
| --- | --- |
| посёлок городского типа Северо-Енисейский: рабочий посёлок Северо-Енисейский | городское поселение посёлок Северо-Енисейский: рабочий посёлок Северо-Енисейский                                                                     |
| посёлок городского типа Тея: рабочий посёлок Тея, населённые пункты Нойба, Таёжник, Уволга (упразднены в 1998 году), посёлок Суворовский (до 2005 года)                          | городское поселение посёлок Тея: рабочий посёлок Тея                                                                                                 |
| Брянковский сельсовет: посёлок Брянка, посёлок Пит-Городок (до 2005 года) | сельское поселение посёлок Брянка: посёлок Брянка |
| Вангашский сельсовет: посёлок Вангаш, посёлок Новодражный (упразднён в 1999 году), посёлок Новоерудинский (до 2005 года)                                                         | сельское поселение посёлок Вангаш: посёлок Вангаш |
| Вельминский сельсовет: посёлок Вельмо (в 2002—2005 гг. село), деревня Куромба (до 2005 года)                                                                                     | сельское поселение посёлок Вельмо: посёлок Вельмо |
| Ерудинский сельсовет: посёлок Еруда | сельское поселение посёлок Еруда: посёлок Еруда |
| Новокаламинский сельсовет: посёлок Новая Калами, посёлок Енашимо, посёлок Верхнее Енашимо (упразднён в 1998 году), посёлок Михайловский (упразднён в 2001 году)                  | сельское поселение Новокаламинский сельсовет: посёлок Новая Калами, посёлок Енашимо                                                                  |
| сельские населённые пункты, подчинённые Администрации Северо-Енисейского района (с 2005 года): деревня Куромба, посёлок Новоерудинский, посёлок Пит-Городок, посёлок Суворовский | сельские населённые пункты, находящиеся на межселенной территории: деревня Куромба, посёлок Новоерудинский, посёлок Пит-Городок, посёлок Суворовский |

### Интересные факты административного деления
Фактически (не юридически) Северо-Енисейский район как единое муниципальное образование соответствует определению муниципального округа в новой редакции Устава Красноярского края (ст. 31 ч. 1) и новой редакции Федерального закона «Об общих принципах организации местного самоуправления в Российской Федерации», ст. 2, как административно-территориальное образование соответствует определению округа в новой редакции Устава (ст. 32 ч. 2.1), в средствах массовой информации описывается в качестве прецедента.

## Местное самоуправление
Северо-Енисейский районный Совет депутатов состоит из 15 депутатов.
Дата формирования: 14.03.2015. Срок полномочий: 5 лет
Председатель
- Калинина Татьяна Лукьяновна

Глава Северо-Енисейского района
- Рябцев Алексей Николаевич. Срок полномочий: 5 лет

Администрации населённых пунктов
- администрация городского посёлка Северо-Енисейский
- администрация посёлка Тея и посёлка Суворовский
- администрация посёлка Брянка и посёлка Пит-Городок
- администрация посёлка Вангаш и посёлка Новоерудинский
- администрация посёлка Вельмо и деревни Куромба
- администрация посёлка Новая Калами и посёлка Енашимо

## Экономика
Основное занятие населения — золотодобывающая промышленность, лесозаготовки, охотничий промысел.
Для Северо-Енисейского района характерно высокое значение средней заработной платы, что обусловлено специализацией района на золотодобыче.
Промышленность
За 170-летнюю историю на территории Северо-Енисейского района добыто более 700 тонн золота. Сейчас здесь работает 3 золотодобывающих предприятия — ЗАО «Полюс», ООО «Соврудник» и ООО «Прииск Дражный». По словам премьер-министра Красноярского края Эдхама Акбулатова, сегодня(2008 г) Северо-Енисейский район обеспечивает 16,5 % общероссийской золотодобычи и 83 % — краевой.
| Среднемесячная номинальная начисленная заработная плата, руб. | Среднемесячная номинальная начисленная заработная плата, руб. | Среднемесячная номинальная начисленная заработная плата, руб. | Среднемесячная номинальная начисленная заработная плата, руб. | Среднемесячная номинальная начисленная заработная плата, руб. | Среднемесячная номинальная начисленная заработная плата, руб. | Среднемесячная номинальная начисленная заработная плата, руб. | Среднемесячная номинальная начисленная заработная плата, руб. |
| ------------------------------------------------------------- | ------------------------------------------------------------- | ------------------------------------------------------------- | ------------------------------------------------------------- | ------------------------------------------------------------- | ------------------------------------------------------------- | ------------------------------------------------------------- | ------------------------------------------------------------- |
| 1995                                                          | 2000                                                          | 2001                                                          | 2002                                                          | 2003                                                          | 2004                                                          | 2005                                                          |                                                               |
| 834,8                                                         | 7098,5                                                        | 11043,9                                                       | 11726,0                                                       | 14985,7                                                       | 17836,8                                                       | 21953,1                                                       |                                                               |

Крупные предприятия района:
- ОАО «Полюс» (пгт Северо-Енисейский) — ведущая российская золотодобывающая компания, одна из крупнейших в мире, на долю которой приходится 20 % добычи золота в России;
- ООО «Соврудник» (пгт Северо-Енисейский) — второе по золотодобыче предприятие Красноярского края;
- ООО АС «Прииск Дражный» (п. Новая Калами);
- ЗАО АС «Енисейзолото»;
- «Гидромехдобыча»;
- «Северная геологоразведочная экспедиция»;
- Управление коммуникационным комплексом района (УККР);
- МУП «Управление муниципальной торговли»;
- Северо-Енисейский лесхоз;
- ПОБ «Северо-Енисейское кооперативно-промысловое хозяйство»;
- МУП «Охотничье-промысловое хозяйство Север».

Энергетика
Электроэнергией Северо-Енисейский район обеспечивается по двум воздушным ЛЭП:
- ЛЭП-220 кВ − «Абалаково—Раздолинск»,
- ЛЭП-110 кВ − «Раздолинск—Северо-Енисейский».

В районе обслуживанием линий электропередач занимается Северо-Енисейская РЭС «Северных электрических сетей», филиал ОАО «Красноярскэнерго».
В п. Енашимо в 1955 году построена Енашиминская ГЭС — самая маленькая гидроэлектростанция в Красноярском крае. Годовая выработка электроэнергии — 15 млн кВт·ч. Во всех остальных посёлках района имеются дизельные электростанции.
Транспорт
Транспортная сеть района представлена преимущественно грунтовыми дорогами. Район является труднодоступным для автомобильного транспорта из-за отсутствия дорог с твёрдым покрытием и зависимости от работы паромной переправы через Енисей (в районе п. Епишино). В 2005 году началось асфальтирование автомобильной дороги Северо-Енисейск—Енисейск, на 2012 год заасфальтировано 32 км.
Развит речной транспорт: по рекам Большой Пит и Вельмо в период навигации доставляются грузы.
В районом центре действует аэропорт. Регулярно осуществляются авиаперевозки. Регулярные рейсы выполняет частный пассажироперевозчик (vk.com/club27385164)

## Культура
В районе действуют 10 клубных учреждений, в некоторых организованы ансамбли самодеятельности; 10 библиотек с общим книжным фондом около 142 тыс. экземпляров.
В 2009 году был организован проект «Сибирский андеграунд», который действует по настоящее время.

## Известные люди
В период Великой Отечественной войны на её фронтах сражались более 5 тысяч жителей Северо-Енисейского района, домой из них вернулось 1522. Среди североенисейцев пятеро были удостоены звания Героя Советского Союза (среди них Е. С. Белинский) и один — О. А. Тибекин — звания Героя России за подвиг в горячей точке в мирное время.
Много известных людей связано с использованием района в качестве мест заключения и ссылки, особенно в период репрессий середины XX века. Здесь проживали будущий народный художник России Т. В. Ряннель, министр здравоохранения довоенной Латвии О. О. Алкс. В Северо-Енисейске работал в шахте, погиб и похоронен поэт Юрий Вейнерт, автор «Злых песен Гийома дю Вентре», известной стилизации под средневековую поэзию (в соавторстве с Яковом Хароном).